# 362911 Miguelhurtado
362911 Miguelhurtado este o planetă minoră (asteroid) din centura de asteroizi. A fost descoperită pe 29 august 2009 la Observatorio Astronómico de La Sagra⁠(d) de Observatorul Astronomic din Mallorca⁠(d). 
Obiectul prezintă o orbită caracterizată de o semiaxă mare de 3,124449994897 UAi, o excentricitate de 0,08, o înclinație de 10,3 ° în raport cu ecliptica.